# Pilisi Parkerdő Zrt.
A Pilisi Parkerdő Zrt. magyarországi, állami tulajdonú erdőgazdálkodási vállalat, az ország egyetlen parkerdőgazdasága. 65 000 hektár állami tulajdonú 
természetvédelmi területet kezel Budapest tágabb környezetében. A Parkerdő magyarországi viszonylatban élen jár az örökerdő-gazdálkodás módszerének bevezetésében. Erdeiben évente mintegy 30 millió látogató fordul meg, így az ország leglátogatottabb zöld infrastruktúráját kezeli. Ikonikus kirándulóhelyei a Rám-szakadék, a pilistetői Boldog Özséb-kilátó, a Prédikálószék, a Budakeszi Vadaspark, vagy a Gödöllői Arbo-park. A Parkerdő kezelésébe tartozik továbbá a Visegrádi Fellegvár is. 

## Története
Több mint 50 évvel ezelőtt, 1969. január 1-én alakult meg a Pilisi Állami Parkerdőgazdaság. Első igazgatója Madas László volt, aki 1983-ig töltötte be a posztot. Az alapítók célja a korban egyedülálló volt: olyan erdőkezelési modell kidolgozása és megvalósítása, amely előtérbe helyezi az erdők turisztikai és kulturális szerepét, és nagy hangsúlyt fektet a táj és a természet védelmére. Mindennek gazdasági alapját a korabeli megfogalmazás szerint a „korszerű erdő- és vadgazdálkodás” volt hivatott biztosítani.
Az elképzelés megvalósításának sikerét jelzi, hogy a Pilisi Parkerdő Zrt. fél évszázad elteltével 65 ezer hektáron gazdálkodva évi 30 millió látogatót fogad. Az ország legnagyobb ökoturisztikai infrastruktúráját kezeli, amely kikapcsolódási lehetőséget kínál a gyalogos, a kerékpáros és a lovas természetjáróknak egyaránt. Története során az erdőgazdaság számos természetvédelmi terület alapításában működött közre, és országosan élen jár az örökerdő-gazdálkodás széleskörű bevezetésében, miközben gazdálkodásával stabil alapot biztosít a turisztikai és természetvédelmi közfeladatok ellátásához.
A központja 1975-ben költözött Esztergomból Visegrádra. 1977-től 1981-ig a társaság fő építészeként dolgozott Makovecz Imre.

## Küldetése
3 millió fővárosi és főváros környéki ember életminősége
A Pilisi Parkerdő Zrt. Budapesten és környékén közel 65 ezer hektár állami tulajdonú erdőt kezel: a Budai-hegység, a Pilis, a Visegrádi-hegység, a Gödöllői-dombság, a Gerecse egy része és nem utolsó sorban a Főváros erdői több mint 3 millió itt lakó számára nyújtanak természetes környezetet a kikapcsolódáshoz és rekreációhoz, biztosítanak tiszta ivóvizet és jó levegőt.
Budapest és környékének klímavédelme
A Parkerdő fenntartásában lévő erdők alkotják a Főváros és a fővárosi agglomeráció zöld infrastruktúrájának legfontosabb elemét, kulcsszerepük van Budapest klímavédelmében, így a XXI. századra Pilisi Parkerdő Zrt. szakmai tevékenységének egyik kiemelt fókusza az erdők klímavédelmi funkcióinak erősítése.
Fenntartható erdőkezelés és természeti értékmegóvás a jövő érdekében
Budapest és környéke jó példát ad ember és természet szoros együttélésére. Az erdőgazdaság azon munkálkodik, hogy a "Pilisi Parkerdő" név egyet jelentsen a minőségi, értékközpontú erdőkezeléssel, ezért legfontosabb célja is ez: a természeti javak, a budapesti és Budapest környéki erdők hosszú távú, a terület ökológiai értékeit megőrző kezelése, ember és erdő fenntartható kapcsolatának biztosítása.
Az erdő mint élő környezeti-társadalmi érték
A XXI. századi erdőgazdálkodás legfontosabb „terméke” maga az erdő: A Parkerdő erdészei változatos tájon változatos erdőket kezelnek, bükkösök, üde gyertyános tölgyesek és száraz karsztbokorerdők, telepített akácosok és természetes ligeterdők váltják egymást. A parkerdős erdészek úgy tartják, hogy az erdő a ma élő és a jövő generációi számára az egyik legfontosabb, ugyanakkor legalapvetőbb környezeti és társadalmi érték, amelynek fenntartása az élhető nagyvárosi és nagyváros környéki élet alapfeltétele. A Pilisi Parkerdő Zrt. küldetése ennek az alapfeltételnek a biztosítása.

## Fenntartható erdőkezelés
Az erdőgazdálkodás az erdész szakma születése óta a körforgásos gazdaság gyakorlati modellje: a fahozam szabályozása oly módon történik, hogy az erdők fakészlete ne csökkenjen. Mára az erdő klímavédelmi, ökológiai és turisztikai funkcióinak fenntarthatósága is ugyanolyan fontos, mint egy adott területről kitermelhető faanyag állandósága. A Pilisi Parkerdő Zrt. erdőterületeinek kezelését tíz évre szóló, erdészeti és természetvédelmi hatóság közreműködésével készített körzeti erdőtervek alapján végzi.
A Pilisi Parkerdő Zrt. tudatosan vállalt úttörő szerepet és országos szinten élen jár a természetvédelmi szempontokat is integráló természetközeli erdőkezelés bevezetésében (örökerdő, átmeneti, faanyagtermelést nem szolgáló üzemmód), melyet ma már több, mint 28 ezer hektáron, a kezelésében lévő erdőterület 48%-án folytat. Ezen belül is kiemelt szerep jut az örökerdő üzemmódnak (22%), amely folyamatos erdőborítást biztosít, melynek köszönhetően a fakitermelések következtében az erdő tájképi jellege nem sérül, az erdőlátogató számára szinte észrevétlenek a beavatkozások.
Az erdőgazdaság a vágásos üzemmódban kezelt erdők 70%-át jellemzően az idős anyafák magjaiból kelt csemetékkel természetes módon újítja meg az erdőtípushoz illő felújítóvágásos módszerek segítségével. Csemeteültetésre, mesterséges erdősítésre az idegenhonos állományok felújításakor, fafajcsere esetén, illetve erdősítés pótlása esetén van szükség. Nagy hangsúlyt fektet az erdők természetességének növelésére az erdőszerkezet átalakításával (pl. sarjeredetű erdők mageredetűvé alakítása, illetve többkorú erdők létrehozása), és az idegenhonos erdők őshonossá alakításával.

### Örökerdők a Pilisi Parkerdőnél
Az örökerdők jellemzője az erdőklíma folyamatos fenntartása, a horizontális és vertikális erdőszerkezet változatossága, a vegyeskorúság, az elegyesség, a válogató (szálankénti vagy kiscsoportos) erdőművelés, a famatuzsálemek, a holtfa - mint fontos élőhely - védelme. Célunk a kiváló minőségű és optimális nagyságú fakészlet kialakítása, fenntartása, a természeti értékek és a tájkép védelme, az élményt és felüdülést nyújtó, vonzó és változatos erdőkép fenntartása.
Az „örökerdők” új szemléletű kezelése, főként a kivágandó fák, facsoportok kijelölése, illetve kivágása nem kis szakmai kihívást jelent a Parkerdő szakemberei számára. Ezért is folyamatosan követik a külföldi példák tapasztalatait, és figyelmet fordítanak az erdész szakemberek, fakitermelők képzésére.
Az évek során gyűjtött tapasztalatoknak köszönhetően az örökerdő-gazdálkodással kezelt területeikre évente számos tanulmányutat vezetnek külföldi és belföldi szakmai csoportok részére, jellemzően a Visegrádi-hegységben az Erdőanyai-völgyben, a Pilis-tetői Örökerdőben, a Mexikó-pusztai Pro Silva Bemutató Területen, a budapesti Hárs-hegyi Örökerdőben, a Gödöllői-dombságban a Dányi Örökerdőben.

### Városi erdőgazdálkodás
A klímaváltozás a világ nagyvárosaiban a XXI. század olyan kihívása, amely az eddigieknél is jelentősebb szerephez juttatja a városi erdőket. Budapest területének mintegy 10 százaléka erdősült, ezzel az európai városok között a középmezőnyben foglal helyet. Kevéssé ismert tény, hogy a budapesti erdők 100 százalékban emberkéz alkotásai: erdész elődeink telepítették őket főképp a XX. században.
Mára a Pilisi Parkerdő Zrt. egyik legfontosabb szakmai területe a városierdő-fejlesztés és gazdálkodás. A városierdő-gazdálkodás a fák és az erdészeti erőforrások kezelésének művészete, tudománya és technológiája a városi közösség ökoszisztémáiban és azok környékén annak érdekében, hogy az erdők fiziológiai, szociológiai, gazdasági és esztétikai előnyöket biztosítsanak a társadalom számára. Az utóbbi időszakban a klímavédelem különös hangsúlyt kap a városi erdőgazdálkodásban: a nagyvárosok közép- és hosszútávú élhetőségének egyik alapfeltétele a meglévő erdők klímavédelmi funkciójának erősítése, az erdők felkészítése a klímaváltozás negatív hatásaira, ellenállásuk biztosítása azokkal szemben.
A Pilisi Parkerdő Zrt. - különösen Budapesti Erdészete - már hosszú évtizedek óta a hagyományos erdészeti gyakorlattól eltérő, a városi körülményekhez illeszkedő és természetesen folyamatosan fejlődő kezelést folytat, amelyből 2023-ra kialakult a Városierdő-fejlesztési Program. A Városierdő-fejlesztési Program alapkoncepciója, hogy hangsúlyossá válnak az erdő rekreációs, klímavédelmi és esztétikai funkciói, szemben a hagyományos erdőgazdálkodási funkciókkal. A városi erdő kezelés nagyban épít a különleges, természetközeli erdőművelési rendszerek alkalmazására is.
A Program működésének, lépésről-lépésre történő megvalósításának egyik alappillére az együttműködés és a partnerség. Ez is újfajta, kooperatív megközelítést igényel a Pilisi Parkerdő Zrt. részéről, hiszen a hagyományos erdőtervek és éves erdőgazdálkodói tervek elkészítése előtt az érdekelt felek (önkormányzat, lakosság, civil szervezetek stb.) bevonásával városierdő-fejlesztési tervek készülnek.

## Integrált természetvédelem
A Pilisi Parkerdő Zrt. kezelésében lévő területek 64 %-a védett, ezekből 18 % fokozottan védett. Olyan különleges tájak tartoznak ide, mint a Budai, a Pilisi és a Gödöllői Tájvédelmi Körzet, a Pilisi Bioszféra Rezervátum, vagy a Szénások Európa Diplomás Terület.  A fakitermelési, faanyagmozgatási munkákat a növényzet és a talaj épségének érdekében a terepviszonyokhoz alkalmazkodva, a lehető legkíméletesebb módszerekkel végzik. Ahol szükséges forwardert (speciális erdészeti kihordó traktort), lovas fogatot, csúszdát vagy kötélpályát alkalmaznak. Az erdőfelújításkor és az erdőnevelési munkák során, ha lehetséges, kerülik a károsítók, gyomnövények elleni vegyszerek alkalmazását. A kivágandó fák jelölése során elősegítik a ritka- és elegyfafajok jelenlétét és a holtfa megfelelő arányát. A talajvédelemben, a vízkészlet védelmében és a természetvédelemben is kiemelten fontosak a faanyagtermelés nem szolgáló erdők, melyeknek a Parkerdő kezelésében lévő erdők 19,3 %-át teszik ki. A vadgazdálkodást ökológiai szempontok szerint végzik, fontos feladatként tekintenek a védett állat-és növényfajok élőhelyfejlesztése.

### Aktív természetvédelem –természetvédelmi célú pályázatok
A Pilisi Parkerdő Zrt. 2008 óta közel 1.1 milliárd Ft-ot fordított részben európai Uniós pályázati forrásból, részben saját forrásból a „Parkerdő természetesen” természetvédelmi projektjeinek keretében aktív természetvédelmi munkákra kezelésében lévő állami erdőterületein. A projektekbe olyan munkák tartoztak, mint a védett sziklafalak biztonságossá tétele, vizes élőhelyek megőrzése, idegenhonos erdők őshonossá alakítása, védett fajok (pl. hegyi tarsóka, pilisi len, magyarföldi husáng) élőhelyvédelme, invazív fafajok (pl. bálványfa) visszaszorítása, szemét elszállítása és a szemétlerakás megakadályozása. A pályázatok megvalósításához és az elért eredmények hosszú távú fenntartásához, mely bőven túlnyúlik a pályázati időszakon, az erdészeti és természetvédelmi szaktudás mellett szervezeti és pénzügyi stabilitás is szükséges – mindezeket a feltételeket a Pilisi Parkerdő Zrt. teljesíti.

### Életet adó holtfa
Kutatások bizonyítják, hogy az erdő természetességének egyik fontos eleme a holtfa jelenléte. Szivacsos szerkezete révén vízvisszatartó szerepet tölt be, aszályos időszakban így jelentős mértékben hozzájárul az egészséges, páradús mikroklíma kialakításához. Az MTA Ökológiai Kutatóközpont Ökológiai és Botanikai Intézetével együttműködve a Parkerdő különös hangsúlyt fektet a megfelelő mennyiségű álló és fekvő holtfa jelenlétére erdeiben, hiszen számos élőlénynek, pl. a rovaroknak, az őket fogyasztó énekesmadaraknak és denevéreknek táplálékot és élőhelyet biztosít a halott faanyag.

### Erdei vizes élőhelyek
Természetvédelmi és településvédelmi szempontból is fontos a csapadékvízzel való gazdálkodás. A Pilisi Parkerdő Zrt. rendszeresen eltávolítja a hordalékot a kétéltűeknek és hüllőknek élőhelyet adó erdei kistavakból, megelőzve ezzel azok kiszáradását. Az erdőben visszatartott vízfelületek növelésére és a települések védelmében több helyen, például a visegrádi Apátkúti-völgyben és a pilismaróti Miklós-deák-völgyben hordalékfogó tavakat alakítottak ki. Ezeknek is köszönhető sok ritka és védett kétéltű-, hüllő- és madárfaj, például a fekete gólya, foltos szalamandra vagy a réti sas stabil jelenléte a Parkerdő területén. 

### Invazív fajokvisszaszorítása
A biodiverzitás védelmezéshez, növeléséhez fontos feladat az invazívan terjedő idegenhonos fajok visszaszorítása. A tévesen ecetfaként is ismert bálványfa mára nem csak a települések környezetében, hanem sajnos az erdőterületeken is intenzíven terjed, kiszorítva így az őshonos növényfajokat. A Pilisi Parkerdő Zrt. erdőterületein 2008 óta pályázati forrásokból is rendszeres erőfeszítéseket tesz a bálványfa és más „betolakodó” növények visszaszorítására, ám valódi siker nem várható a települések lakosságainak segítsége nélkül, a kertekből való kivadulást, a magszórást csak ők tudják megakadályozni.

## A faanyaggal történő tartamos gazdálkodás
A fát az emberiség a kezdetektől fogva nagyon sok célra használja. Tűzifaként meleget ad, utánozhatatlan szerkezetű építőanyag, időjárásnak ellenálló tartós kerti bútor vagy játszótéri elem anyaga és nem utolsó sorban szép, gondoljunk csak az otthonosságot adó fa bútorainkra vagy lambériánkra. A faanyag feldolgozáshoz kevesebb energia szükséges, mint a fém vagy műanyag előállításhoz, beépítése azt jelenti, hogy hosszú időre vonjuk ki a fában raktározott szenet a szénkörforgásból, ezzel is óvjuk környezetünket. A faanyag a fenntartható erdőgazdálkodásnak köszönhetően megújuló energiaforrás.
A Pilisi Parkerdő Zrt. a kezelésében levő erdők megújításához, neveléséhez és fenntartásához szükséges forrásokat részben a kitermelt faanyag értékesítésével teremti elő. Az így keletkezett bevételből finanszírozza az erdőfelújításokat, a fiatal erdők ápolását és nevelését, valamint turisztikai, közjóléti feladatait. A faanyag értékesítéséből származó bevétel így voltaképpen befektetés a jövőbe, egyúttal az erdők védelmének és fenntartásának nélkülözhetetlen biztosítékát jelenti. A Pilisi Parkerdő Zrt. erdeiben az élő fatérfogat (az erdők élőfakészlete) folyamatosan gyarapszik, hiszen az éves növedék bőven meghaladja az éves fakitermelés mértékét.
A Parkerdő területén kitermelt faanyag 80%-a tűzifa minőségű, a tűzifaként értékesített faanyag 90%-a helyben hasznosul, jellemzően lakossági tűzifaként.

## Vadvilág kezelése
A vadállomány az ökoszisztéma része, ezért nagyon fontos, hogy a vadvilág és az erdő kezelése egymással összhangban történjen. A Pilisi Parkerdő Zrt. 84.049 ha területen vadgazdálkodó, területén mind az öt hazai nagyvadfaj (gímszarvas, dámszarvas, őz, vaddisznó, muflon) megtalálható. A természetes folyamatokra alapozott erdőfelújítás és az örökerdő-gazdálkodás elképzelhetetlen a vadállomány létszámának szabályozása nélkül. A vad fontos táplálékát jelentik a fiatal fák rügyei és a makk, de a szarvas és őz agancstisztításkor és fogával is jelentős kárt tud okozni a fák kérgében is. A Parkerdő feladata a vadállományt az erdő vadtűrő képességével összhangban tartani úgy, hogy az erdő természetessége ne romoljon.

## Ökoturizmus
A Pilisi Parkerdő Zrt. azzal a céllal jött létre 1969-ben, hogy az itt élő, mára közel 3 millió ember erdei kikapcsolódását szolgálja. Ennek megfelelően a Parkerdő erdeit évente mintegy 30 millió alkalommal látogatják.
A Som-hegyi Turistaház felújítása 2013-ban az első lépése volt azoknak az ökoturisztikai fejlesztéseknek, melyeket a Parkerdő továbbra is irányadónak tart.  A fenntartható erdőgazdálkodás szerves részeként tekintenek a növekvő erdőlátogatási igények kielégítésére. Filizófiájuk szerint erdőgazdálkodóként olyan fejlesztéseket kell megvalósítaniuk, amelyek segítik az embereket a természetkárosítástól mentes, adott esetben, például nagyvárosokban és a környezetükben tömeges erdőlátogatásban. Szoros kapcsolatot tartanak fenn a Magyar Természetjáró Szövetséggel és az erdőgazdaság területén működő természetjáró szervezetekkel. Ennek eredményeként nemcsak az Országos Kéktúra útvonalának felújító munkálataiban vettek részt, de saját működési területükön is új, jelzett túraútvonalakat és turisztikai attrakciókat alakítottak ki az erdőt látogató közönség számára, mint például a Spartacus-ösvény.

### Fontosabb közjóléti létesítmények a Parkerdő területén
A általa gondozott területeken jelentős infrastruktúra szolgálja a túrázókat: több mint 1000 km jelzett turistaút, 720 km sétaút, mintegy 330 km kerékpározásra kijelölt útvonal, 60 km lovaglásra alkalmas útvonal mellett több száz erdei pihenőhely, erdei játszótek, 11 kilátó és több kiépített kilátópont, valamint erdei sportpályák vannak a Pilisi Parkerdő kezelésében. 
| Kilátók                   | Helyszín                         |
| Árpád-kilátó              | Budai-hegység, Látó-hegy         |
| Boldog Özséb-kilátó       | Pilis, Pilis-tető                |
| Bölcső-hegyi-kilátó       | Visegrádi-hegység, Bölcső-hegy   |
| Csergezán Pál-kilátó      | Budai-hegység, Nagy-Kopasz-hegy  |
| Dévényi Antal-kilátó      | Pilis, Nagy-Kopasz hegy          |
| Guckler Károly-kilátópont | Budai-hegység, Hármashatár-hegy  |
| Kaán Károly-kilátó        | Budai-hegység, Nagy-Hárs-hegy    |
| Makovecz Imre-kilátó      | Budai-hegység, Kis-Hárs-hegy     |
| Naplás-tavi-kilátó        | Pesti-síkság, Naplás-tó          |
| Prédikálószéki-kilátó     | Visegrádi-hegység, Prédikálószék |
| Zsitvay-kilátó            | Visegrádi-hegység, Nagy-Villám   |

| Erdei szállások                                                                                  | Férőhelyek száma (fő) |
| Fekete-hegyi Berda József Kulcsosház Archiválva 2024. január 16-i dátummal a Wayback Machine-ben | 12                    |
| Kőhegyi Czibulka János Menedékház Archiválva 2024. január 16-i dátummal a Wayback Machine-ben    | 28                    |
| Madas László Erdészeti Erdei Iskola                                                              | 150                   |
| Rotter Lajos Turistaház Archiválva 2024. január 16-i dátummal a Wayback Machine-ben              | 50                    |
| Som-hegyi Turistaház Archiválva 2024. január 16-i dátummal a Wayback Machine-ben                 | 30                    |
| Vaskapu Brilli Gyula Menedékház                                                                  | 12                    |
| Budakeszi Vadászház                                                                              | 20                    |
| Apátkúti Vadászház                                                                               | 14                    |

| Arborétum/Füvészkert          | Helyszín                          |
| Bertényi Miklós Füvészkert    | Visegrádi-hegység, Apátkúti-völgy |
| Budakeszi Erdészeti Arborétum | Budai-hegység, Budakeszi          |
| Gödöllői Erdészeti Arborétum  | Gödöllői-dombság, Gödöllő         |

| Vadászházak              | Férőhelyek száma (fő) |
| Gyarmatpusztai Vadászház | 40                    |
| Isaszegi Vadászház       | 20                    |
| Sikárosi Vadászház       | 12                    |
| Galgamácsai Vadászház    | 10                    |
| Hoffmann Vadászház       | 20                    |

## Környezeti nevelés
Madas László, a parkerdőgazdaság alapító-igazgatója felismerte, hogy a természettől elszakadt nagyvárosi embernek nemcsak erdei kikapcsolódásra, de útmutatásra, tudásszerzési lehetőségre, vezetett túrákra, erdei programokra is szüksége van. A Parkerdő három, minősített erdészeti erdei iskolájában évente csaknem 220 ezren fordulnak meg.

### Madas László Erdészeti Erdei Iskola és Művelődési Ház
A nevét viseli a visegrádi Mogyoróhegyi Kirándulóközpont és Vadaspark mellett felépült erdei oktatási intézmény. Az első volt az országban, amely 1988-as alapításának kezdeteitől máig a felnövekvő generációk szemléletformálását szolgálja. Évente közel 10 ezer látogatót fogad.

### Budakeszi Vadaspark
Az 1979-ben alapított Budakeszi Vadaspark küldetése, hogy a Kárpát-medencében őshonos vad- és háztáji állatokat természetes környezetükben, a játszva tanulás módszerével ismertesse meg és hívja fel a figyelmet a természet és az állatok szeretetére. A folyamatosan fejlesztéseknek köszönhetően szolgáltatásait és infrastruktúráját tekintve is korszerű, vonzó, sokféle programjával széles közönségigényt kiszolgáló családi kikapcsolódási centrummá nőtte ki magát.

### Hármashatár-hegyi Erdei Iskola
Budapest egyik különlegességnek számító területén, a számos védett növény- és állatfajnak otthont adó Hármashatár-hegyen 2014-ben megnyitott erdei iskola interaktívan mutatja be a térség erdei sportjait (sárkányrepülőzés, kerékpározás, terepfutás, sziklamászás, barlangászás) és a Budai-hegységre jellemző barlangok világát.

## Összefoglaló számokban
Általános adatok
- kezelt terület: 64 101 ha
- kezelt állami erdőterület: 58 447  ha
- vadászterület: 82 657 ha
- foglalkoztatottak (állandó): 221 fő
- közfoglalkoztatottak 33 fő/év

Ökológia
- Élőfakészlet: 10 998 894 m3
- Éves folyónövedék: 267 708 br. m3
- Éves fakitermelés: 180-190 000 br. m3
- természetes erdőfelújítások aránya: 70%

Üzemmódok:
- Különleges, természetközeli erdőgazdálkodás biztosító üzemmódok: 48 %.

(örökerdő 22%, átmeneti 7%, faanyagtermelést nem szolgáló 19%)
- Vágásos üzemmód 52%

Fafajok elegyaránya
- tölgy 28%
- csertölgy 26%
- bükk 6%
- fenyő 5%
- akác 10%
- gyertyán 6%
- egyéb 19%

Védett területek
- Védett terület: 41 035 ha,a kezelt terület 64%-a ebből fokozottan védett: 11 744 ha, a kezelt terület 18%-a
- Natura 2000-es terület: 45 419 ha, a kezelt terület 71%-a
- Pilisi Bioszféra Rezervátum 38 704 ha
- Erdőrezervátumok magterülete összesen (Pilis-oldal, Prédikálószék, Nagy Istrázsa-hegy, Kisszénás): 158 ha
- Szénások Európa Diplomás terület: 1748 ha

Erdei turisztika
- Becsült látogatószám: 30 millió látogatói alkalom/év
- jelölt turistaút: több, mint 1000 km
- jelölt kerékpározható úthálózat: 350 km
- jelölt lovaglásra alkalmas úthálózat: 68 km
- kilátó:11 db
- turistaszállások: 6 db, összesen 282 férőhellyel
- vadászház: 7 db, összesen 136 férőhellyel